# Вальдорф (Рейнланд-Пфальц)
Вальдорф (нім. Waldorf) — громада в Німеччині, розташована в землі Рейнланд-Пфальц. Входить до складу району Арвайлер. Складова частина об'єднання громад Бад-Брайзіг.
Площа — 7,61 км2. Населення становить 866 ос. (станом на 31 грудня 2020).

## Галерея

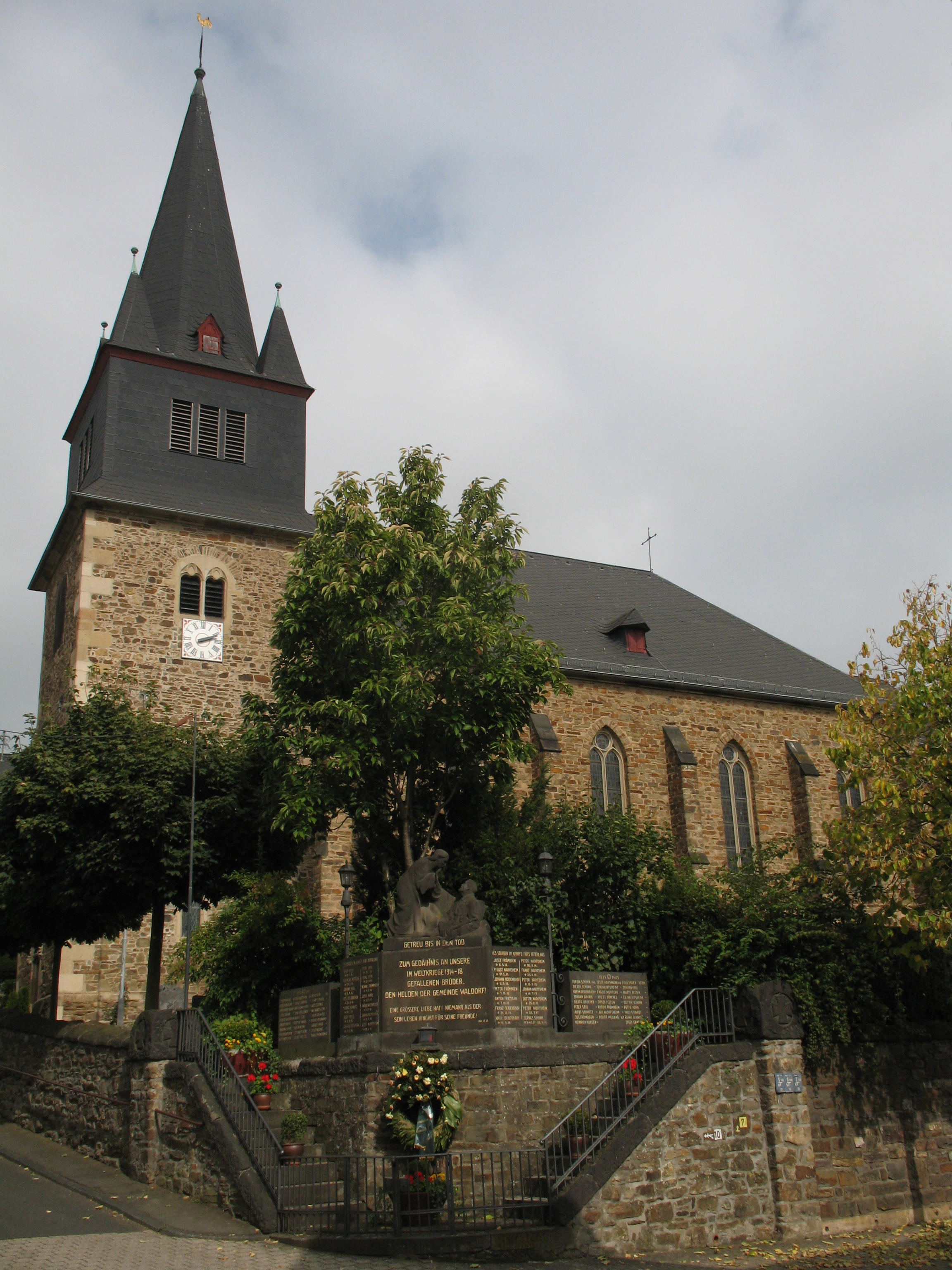
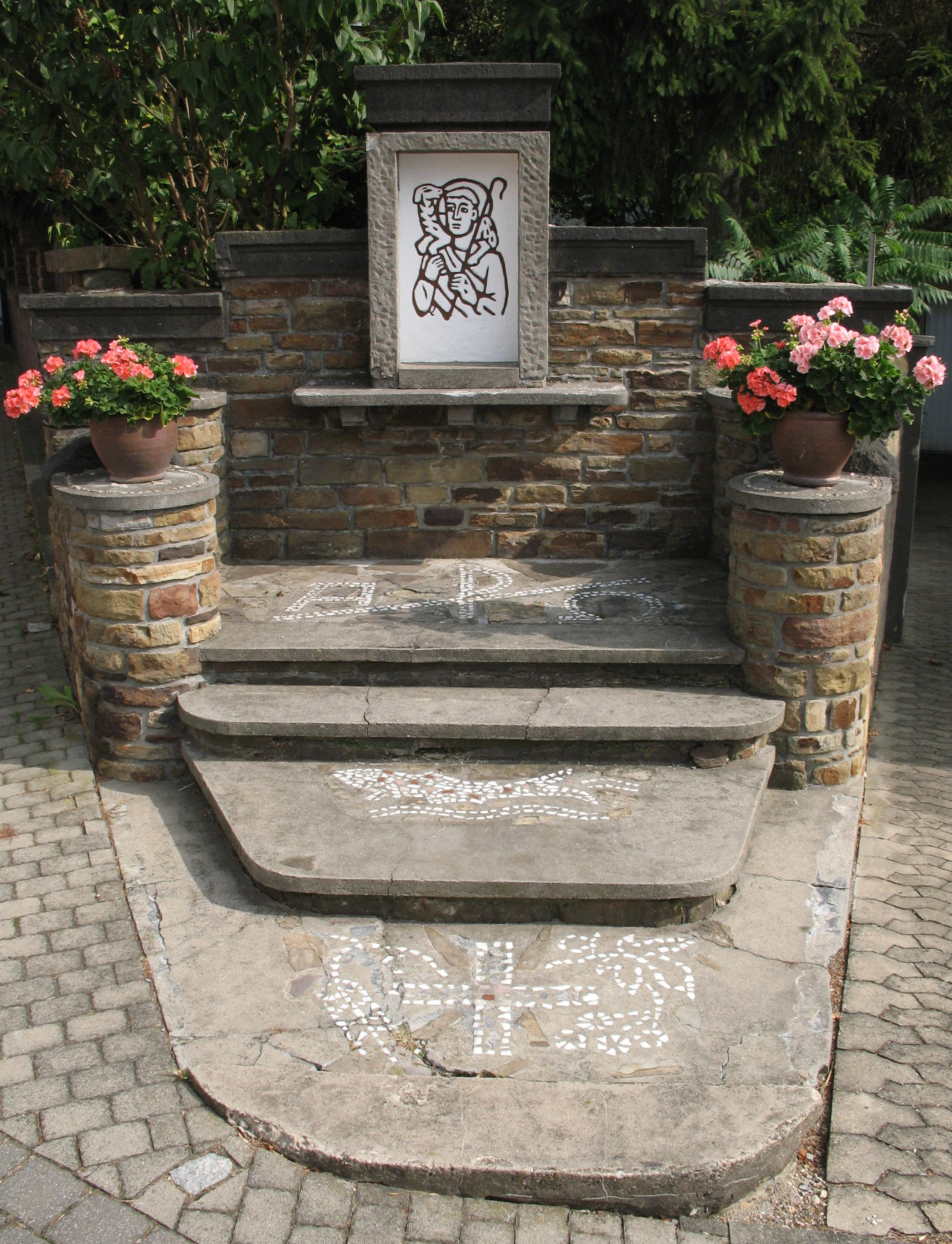
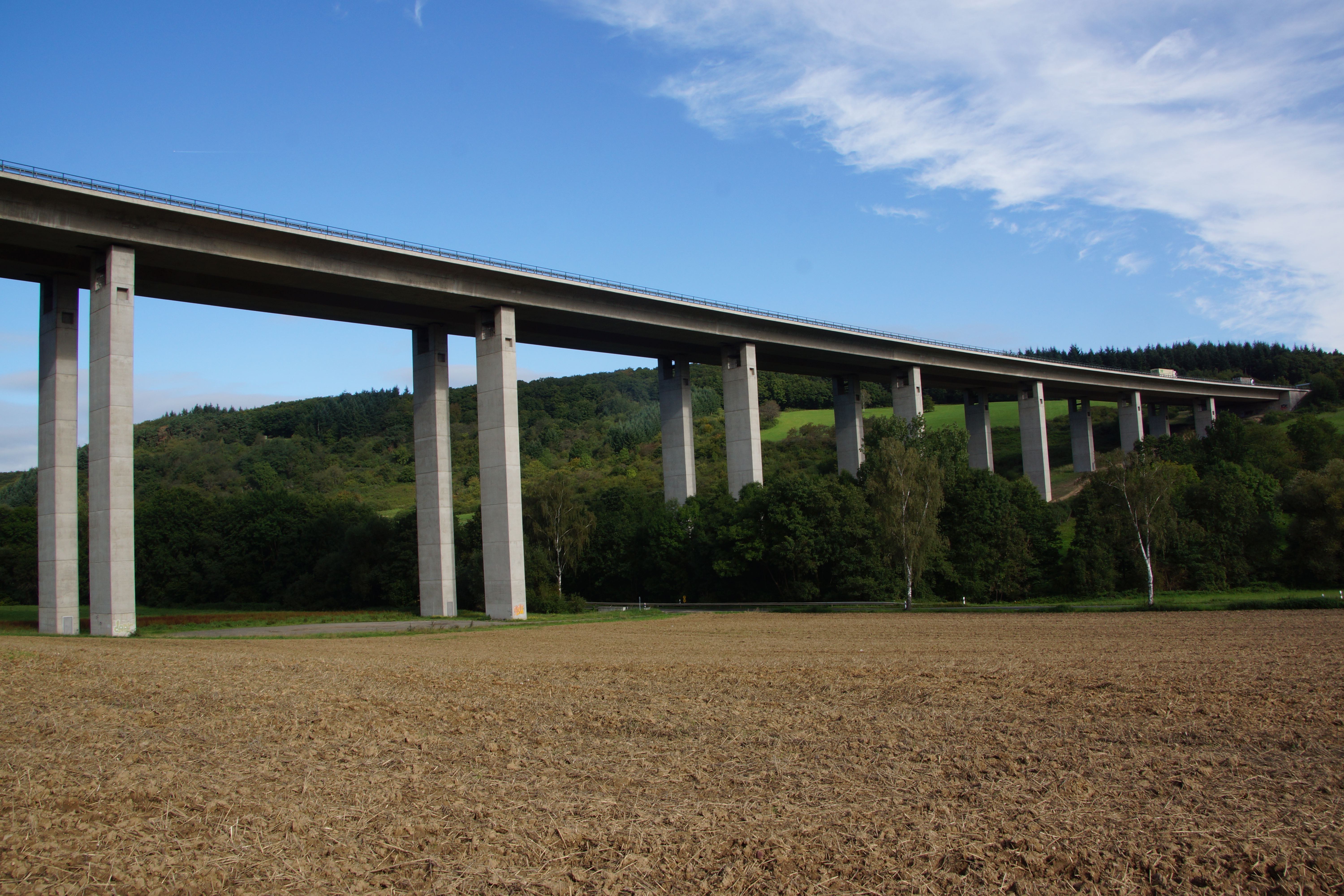